# Барна, Петр
Петр Ба́рна (чеш. Petr Barna, родился 9 марта 1966 года в Праге ЧССР) — фигурист из Чехии, бронзовый призёр зимней Олимпиады 1992 года, чемпион Европы, двукратный серебряный призёр чемпионата Европы, восьмикратный чемпион Чехословакии в мужском одиночном катании. Является первым фигуристом исполнившим четверной прыжок на Олимпиадах.

## Биография
Дебютировал на чемпионате Европы в 1983 году, где занял 18 место. В 1992 году перешёл в профессионалы. Живёт в Базеле, Швейцария, работает тренером. Женат, имеет дочь.

## Спортивные достижения
| Соревнования            | 1983 | 1984 | 1985 | 1986 | 1987 | 1988 | 1989 | 1990 | 1991 | 1992 |
| ----------------------- | ---- | ---- | ---- | ---- | ---- | ---- | ---- | ---- | ---- | ---- |
| Зимние Олимпиады        |      |      |      |      |      | 13   |      |      |      | 3    |
| Чемпионаты мира         |      | 16   | 13   | 16   | 8    | 8    | 5    | 6    | 4    | 6    |
| Чемпионаты Европы       | 18   | 10   | 10   | 7    | 8    | 7    | 3    | 2    | 2    | 1    |
| Чемпионаты Чехословакии |      |      | 1    | 1    | 1    | 1    | 1    | 1    | 1    | 1    |
| Зимняя Универсиада      |      |      |      |      | 1    |      |      |      |      |      |